# 巴尔德萨特
巴尔德萨特，是西班牙卡斯蒂利亚-莱昂布尔戈斯省的一个市镇。总面积21平方公里，总人口183人（2001年），人口密度9人/平方公里。